# Agaatlichtmot
De agaatlichtmot (Diasemiopsis ramburialis) is een vlinder uit de familie grasmotten (Crambidae). De wetenschappelijke naam is voor het eerst geldig gepubliceerd in 1834 door Philogène-Auguste-Joseph Duponchel. De spanwijdte van de vlinder varieert van 16 tot 22 millimeter.

## Voorkomen
De agaatlichtmot komt in alle werelddelen voor behalve in Antarctica. De agaatlichtmot is in Nederland en België zeer zeldzaam.

## Waardplanten
In Iran is vastgesteld dat de rups van deze soort leeft op Grote kroosvaren (Azolla filiculoides).

## Habitat
Het habitat bestaat uit moerasgebieden.